# 답내역
답내역(沓內驛)은 지금의 경기도 남양주시 화도읍 답내리에 있던 경춘선의 철도역이다. 현재는 폐역으로, 역터에 승강장 주춧돌 흔적 등이 남아 있다.

## 역명 유래
1914년 답동(沓洞)의 '답(沓)'자와 내동(內洞)의 '내(內)'자를 따서 답내리라 한 데서 유래하였다.

## 연혁
- 1960년 8월 21일 : 답내리역(沓內里驛)으로 영업 개시 (무배치간이역)[1]
- 1961년 6월 20일 : 여객 영업 중지[2]
- 1970년 10월 1일 : 답내역으로 영업 재개 (임시승강장)[3]
- 1974년 12월 5일 : 폐지[4]